# 国际博物馆协会

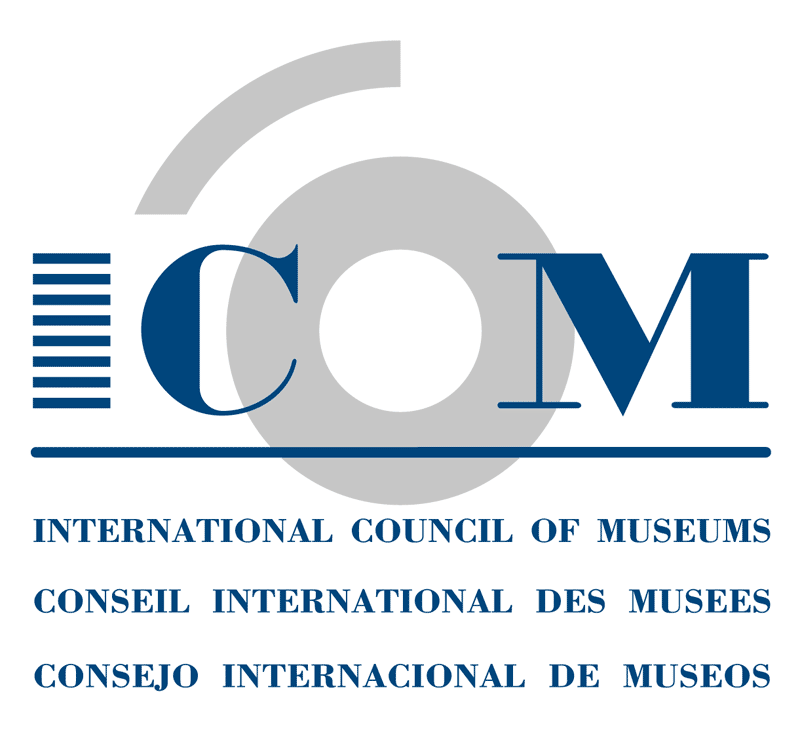
国际博物馆协会标志

国际博物馆协会（International Council of Museums，简称ICOM），是关于博物馆学及博物馆管理和运转等的国际性非政府间组织，於1946年11月在法国巴黎成立。在哥本哈根召开的国际博物馆协会第11届会议上，将博物馆正式定义为是：

一个不追求营利，为社会和社会发展服务的公开的永久机构。它把收集、保存、研究有关人类及其环境见证物当作自己的基本职责，以便展出，公诸于众，提供学习、教育、欣赏的机会。

1977年，国际博物馆协会将1977年5月18日定为第一个国际博物馆日，并每年为国际博物馆日确定活动主题。

2022年，經歷數年研議後，國際博物館協會於2022年度布拉格ICOM大會中投票通過博物館新定義。博物館新定義是：

博物館是一個為社會服務、非營利的常設性機構，對人類有形和無形遺產從事研究、收藏、保存、闡釋與展示。博物館向公眾開放、具易近性與包容性，促進多樣性和永續性。博物館以倫理、專業和社群參與的方式運作和交流，為教育、娛樂、反思和知識共享提供各種體驗。

## 国际博物馆协会国际博物馆培训中心
国际博物馆协会国际博物馆培训中心是国际博物馆协会（总部设在法国巴黎）首个建在巴黎以外的分支机构。为落实国际博物馆协会第22届上海大会通过的关于在中国建立国际博物馆协会国际博物馆培训中心的决议，中国博物馆协会（国际博协中国国家委员会）同北京故宫博物院经过友好协商，决定由故宫博物院负责国际博物馆协会国际博物馆培训中心的运行管理，双方于2013年1月15日签订委托合作框架协议。2013年7月1日，国际博物馆协会国际博物馆培训中心成立仪式在故宫博物院举行。故宫博物院副院长宋纪蓉被任命为国际博物馆协会国际博物馆培训中心主任。该培训中心每年将对世界范围内特别是亚太地区的博物馆专业人员举办两期培训班。